# Институт синтетических полимерных материалов имени Н. С. Ениколопова РАН
55°39′48″ с. ш. 37°32′45″ в. д.
Институт синтетических полимерных материалов имени Н.С. Ениколопова РАН — научно-исследовательский институт РАН. Образован в 1981 году в структуре Отделения общей технической химии АН СССР как исследовательский центр в области химии и физики полимеров. Проводит теоретические и экспериментальные исследования в области физической химии, химии и физики высокомолекулярных соединений, физики твёрдого тела и физики наноструктур, связанные с изучением процессов их получения, свойств и возможных областей применения.

## История
Распоряжением Академии Наук СССР от 09.04.1968 г., на основании постановления СМ СССР от 21.02.1968 г., был создан Научный совет по синтетическим материалам при Президиуме АН СССР. Вновь образованный Совет возглавил академик К.А. Андрианов (1904-1978 гг.). Этими же решениями для обеспечения работ Совета предусматривалось строительство лабораторного корпуса площадью до 3000 м2. С февраля 1972 года новую секцию по высокопрочным материалам Научного совета по синтетическим материалам возглавил член-корр. АН СССР Н.С. Ениколопов. Он стал научным руководителем указанного направления исследований и одновременно был назначен заместителем председателя этого Совета, а с 1978 — Председателем Совета. Строительство лабораторного корпуса при Научном совете по синтетическим материалам фактически началось в 1977 году.
Начало организации Института как научного учреждения Академии наук относится к 1980 году. Постановлением Совета Министров СССР от 04.09.1980 г. и Постановлением Президиума АН СССР от 05.03.1981 г. был определен перечень основных направлений научной деятельности Института. В Постановлении Президиума АН СССР на академика Н.С.Ениколопова, в то время председателя Научного совета по синтетическим материалам, были возложены обязанности научного руководителя ИСПМ. В период 1978-1986 гг. академик Н.С. Ениколопов сконцентрировал основное внимание на поэтапном завершении строительства лабораторного и административного корпусов нынешнего ИСПМ, фактически возглавлял его как научный руководитель научных групп, работающих в ИХФ, ИНЭОС , ГНИХТЭОС. В этот же период под его непосредственным руководством начали формироваться лаборатории Института, которые пополнялись выпускниками МФТИ, МГУ, МХТИ и др. и, начиная с 1981 года, их уже переводили и зачисляли в ИСПМ. В марте 1985 года Н.С. Ениколопов официально назначается директором Института, а уже к концу 1986 сотрудники ИСПМ начали размещаться в построенных лабораторном и административном корпусах.
Основные направления научной деятельности ИСПМ РАН, сформулированные под руководством академика Н.С.Ениколопова, получили свое дальнейшее развитие и сохранили актуальность. Среди них — высокоэффективные механо-химические твердофазные синтезы и методы модификации полимерных материалов, оригинальные подходы и методы получения многофункциональных полимерных композитов, применение принципа упруго-деформационного измельчения при вторичной переработке полимерных материалов и ряд других.
В 2018 году Федеральное агентство научных организаций в ходе оценки результативности академических институтов поместила институт во вторую категорию. К этой категории относятся стабильные научные организации, демонстрирующие удовлетворительную результативность.

## Руководители
- Ениколопов, Николай Сергеевич, академик (1980 — янв. 1993)
- Бакеев, Николай Филиппович, академик (1993—2002). После кончины Н. С. Ениколопова в январе 1993 года ИСПМ РАН возглавил академик Н. Ф. Бакеев. Постановлением Президиума РАН № 235 от 16 июня 1998 года Институту присвоено имя академика Ениколопова Н. С.
- Озёрин, Александр Никифорович (июнь 2002 года по 2018 год), член-корреспондент РАН.
- Пономаренко, Сергей Анатольевич (с 2018 года), член-корреспондент РАН.[6]

## Основные направления деятельности
В соответствии с уставом института выделяются следующие направления деятельности:
- Исследования и разработки в области новых поколений кремнийорганических полимеров, термостойких термопластов, высокопрочных полимерных композиционных материалов
- Исследования и разработки синтетических полимерных материалов со специальным комплексом электрических, магнитных, оптических, акустических и других физических свойств
- Исследования и разработки в области химии и химических превращений в твердой фазе
- Исследования и разработки в области функциональных полимерных структур нового типа
- Исследования и разработки в области радиационного модифицирования полимеров
- Координация научно-исследовательских работ по государственным научно-техническим программам в области новых полимерных материалов

## Структура
В состав института входят 4 отдела: Отдел синтетических полимеров и полимерных наноматериалов; Отдел органической электроники; Отдел биополимеров; Отдел полимерных конструкционных материалов, включающие в себя 12 научных подразделений (лабораторий):
1. Лаборатория синтеза элементоорганических полимеров
2. Лаборатория молекулярного конструирования полимерных наноматериалов
3. Лаборатория радиационного модифицирования полимеров
4. Лаборатория функциональных материалов для органической электроники и фотоники
5. Лаборатория молекулярных сенсорных технологий и устройств
6. Лаборатория полимерных солнечных батарей
7. Лаборатория фото- и электрофизики органических полупроводников
8. Лаборатория твердофазных химических реакций
9. Лаборатория функциональных полимерных структур
10. Лаборатория полимерных и композиционных материалов биомедицинского назначения
11. Лаборатория структуры полимерных материалов
12. Лаборатория термостойких термопластов

Также в состав института входят: Центр коллективного пользования «Центр исследования полимеров» и Центр трансфера технологий